# Rosa Fabregat i Armengol
Rosa Fabregat i Armengol (Cervera, La Segarra, 3 de febrero de 1933-30 de diciembre de 2024) fue una escritora y farmacéutica española. Estudió farmacia, una disciplina de la que se doctoró en Barcelona y se especializó en Alemania y que le permitió llevar a cabo varios trabajos, como directora técnica farmacéutica o inspectora.

## Obra[3]
Su obra incluye tanto la poesía como la narrativa, y ha colaborado en numerosas publicaciones periódicas. Por un lado, empezó a publicar poesía tras ganar el premio Vila de Martorell en 1978 con el libro Estelles. Posteriormente, desarrollaría este género en varios libros que, finalmente, se recopilarían en la antología de 1994 Ancorada en la boira. Más tarde, ha publicado Roses de Sang (2005) o A la vora de l’aigua (2008), entre otros. Además, se la ha incluido en varias antologías, de entre las que cabe destacar Poetes contemporanis de Ponent (1999), Paisatge emergent (1999) y Contemporànies (1999).
Por otro lado, su trabajo en narrativa se divide en obras de ciencia ficción, como Embrió humà ultracongelat núm. F-77 (1984), y textos de carácter reivindicativo sobre temas polémicos, como La capellana (1988), donde cuestiona la masculinidad del sacerdocio. 
Fabregat ha sido también una colaboradora habitual en el Diari de Barcelona y en otros medios como El Temps, Segre o Diari de Lleida, en varias épocas. Así mismo, ha publicado un estudio sobre las farmacias leridanas de principios del siglo XX.
Finalmente, Pagès Editors publicó también, bajo el título Tots els contes de Rosa Fabregat, un recopilatorio de veinte cuentos de esta escritora entre 1980 y 2009, hasta el momento dispersos en distintas publicaciones, en los que navega desde la ciencia ficción hasta asuntos sociales y culturales.
Gran parte de todo este legado ha sido traducido a lenguas como el alemán, el castellano, el ruso o el inglés. Así mismo, fue miembro y socia de honor de la  Associació d’Escriptors en Llengua Catalana, del PEN Català y de la Societat Catalana de Ciència Ficció.Murió el 30 de diciembre de 2024.